# 牛津大学赫特福德学院
赫特福德书院（Hertford College）是牛津大学的一个书院，位于英国牛津中心的Catte街，博德利图书馆正对面。它创建于1282年，是牛津大学最早成立的书院之一，以叹息桥著称。2006年，获得捐赠5200万英镑，有612名学生。著名校友有威廉·廷代尔、约翰·多恩、托马斯·霍布斯、乔纳森·斯威夫特和伊夫林·沃。